# Aba (Álava)
Aba es un despoblado que actualmente forma parte del concejo de Guereñu, que está situado en el municipio de Iruraiz-Gauna, en la provincia de Álava, País Vasco (España).

## Toponimia
A lo largo de los siglos ha sido conocido con los nombres de Aba, Horra, Llano y Santiago de Llano.

## Historia
Documentado desde 1295, está despoblado, como mínimo, desde mediados del siglo XIX, pasando sus tierras a formar parte del concejo de Guereñu.
Aparece descrito en el primer volumen del Diccionario geográfico-estadístico-histórico de España y sus posesiones de Ultramar de Pascual Madoz de la siguiente manera:

ABA ó SANTIAGO DE LLANO: desp. en la prov. de Alava, de la herm. y ayunt. de Iruraiz: solo consta que su térm. es de aprovechamiento comun á los l. de Alaiza, Guerena y Luzcano, por escritura de cesion que otorgó D. Inigo de Mendoza en 1438.
(Madoz, 1845, p. 31)

Actualmente su localización es conocida con el topónimo de Santiagollano.